# William Lindsay (landhockeyspelare)
William L. C. Lindsay, född 3 mars 1916, död 23 maj 1971 i Dublin, var en brittisk landhockeyspelare.
Lindsay blev olympisk silvermedaljör i landhockey vid sommarspelen 1948 i London.